# Iris (pigenavn)
 For alternative betydninger, se Iris. (Se også artikler, som begynder med Iris)
Iris er et pigenavn, der stammer fra græsk, hvor Iris er personificeringen af regnbuen og gudernes budbringer. I Danmark bærer omkring 1.100 personer navnet ifølge Danmarks Statistik.

## Kendte personer med navnet
- Iris Garnov, dansk forfatter.
- Iris Murdoch, irsk-engelsk forfatter og filosof.